# 菊池高鑑
菊池 高鑑（きくち たかあき）は、戦国時代の武将。大友氏一族で菊池氏最後（26代）当主菊池義武の嫡男。
天文7年（1538年）8月24日、八代白木社にて元服、肥後菊池氏祖則隆と父重治（義武）よりそれぞれ1字を取り則治と名乗る。後に伯父・大友義鑑の偏諱を賜って、高鑑と称した。父に従い主家筋の大友氏から独立した行動を取ったため、従兄弟である大友義鎮の討伐軍に敗れ、相良氏の下へ落ち延びた。
天文23年（1554年）11月、義鎮の和平を口実にした帰国の誘いに乗った父と共に豊後国へ向かうが、その途上直入郡木原で義鎮の家臣立花道雪とその配下安東家忠、小野信幸の軍勢に包囲され謀殺された。